# Marysville (Waszyngton)
Marysville – miasto w Stanach Zjednoczonych, w stanie Waszyngton, w hrabstwie Snohomish.
24 października 2014 doszło do krwawej strzelaniny w miejscowej szkole średniej Marysville Pilchuck High School. 15-letni uczeń Jaylen Fryberg zastrzelił 4 osoby, ranił jedną, po czym popełnił samobójstwo.